# Seneb
Seneb est un haut fonctionnaire de la cour de l'Ancien Empire de l'Égypte antique, vers 2520 av. J.-C. Nain, Seneb est une personne d'une importance et d'une richesse considérables qui possédait des milliers de têtes de bétail, détenait vingt palais et titres religieux et était marié à une prêtresse de haut rang de taille moyenne avec laquelle il eut trois enfants. Sa carrière réussie et la somptuosité de ses enterrements sont révélateurs de l'acceptation des nains dans la société égyptienne antique, plus particulièrement à l'Ancien Empire. Les textes de cette période préconisaient d'ailleurs l'acceptation et l'intégration des personnes handicapées physiques.
Seneb est représenté avec sa femme et ses enfants dans une sculpture en calcaire peint, extraite de sa tombe, redécouverte en 1926, qui est un célèbre exemple de l'art de l'Ancien Empire égyptien. Il est représenté assis, les jambes croisées sur un bloc de pierre, avec sa femme l'enlaçant et ses enfants debout en dessous de lui, à l'emplacement des jambes d'une personne de stature normale. Par cet agencement, la composition présente une symétrie harmonieuse. Le sculpteur représente Seneb en s'attachant à rendre la singularité de ses traits, et en représentant les membres raccourcis d'un individu atteint d'achondroplasie, la forme de nanisme la plus fréquemment représentée dans la statuaire et dans les reliefs égyptiens, depuis l'époque de Nagada II. Les peintures et des sculptures de sa tombe de Gizeh donnent ses titres et dépeignent diverses scènes liées aux fonctions qu'il exerçait, comme les inspections de son domaine.

## Découverte et localisation de la tombe de Seneb

Carte de la nécropole de Gizeh. La tombe de Seneb a été trouvée dans le cimetière ouest (le champ ouest)

Seneb a été enterré dans un mastaba - une tombe en briques à toit plat - située dans le champ ouest de la nécropole de Gizeh près du Caire moderne, où un grand complexe d'anciennes tombes royales égyptiennes et de structures mortuaires a été construit, y compris la Grande Pyramide. Il a été redécouvert par l'archéologue allemand Hermann Junker en 1926. Le tombeau est situé près de celui d'un autre nain, Perniânkhu, un courtisan royal de haut rang qui pourrait être le père de Seneb. Sa date a longtemps été incertaine mais est désormais fermement attribuée au règne de Djédefrê. Le nom de sa femme apparaît également dans la tombe voisine d'un fonctionnaire, Ânkh-ib, suggérant que les familles de Seneb, Perniânkhu et Ânkh-ib pourraient être liées. Seneb a apparemment été enterré avec sa femme, mais il ne reste aucune trace des corps et la tombe a été pillée il y a longtemps, comme la plupart des autres à Gizeh. Ce fut l'une des premières tentatives connues de construction d'un dôme de plafond sur une chambre carrée, le dôme reposant sur des briques en saillie aux coins de la pièce.
L'intérieur rectangulaire du mastaba de Seneb contenait deux niches de cultes avec une fausse porte et des cavités contenant des coffres en pierre. Trois statues ont été trouvées dans les coffres - la sculpture en calcaire peint de Seneb et de sa famille et deux autres statues en bois et en granit. Celle en bois s'est désintégrée quand elle a été découverte mais Junker a enregistré qu'elle faisait environ trente centimètres de haut et représentait Seneb debout avec un bâton de marche dans une main et un sceptre dans l'autre. Les restes de la statue en bois se trouvent maintenant au Roemer- und Pelizaeus-Museum Hildesheim en Allemagne, dans un état très fragmentaire ; le contour d'une perruque frisée peut encore être tracé, tout comme la pose du bras gauche, qui était maintenu en avant au niveau du coude. Le sarcophage de 1,5 tonne de Seneb fait partie de la collection du Musée égyptien de l'université de Leipzig.

## Sculpture de Seneb et sa famille
La sculpture en calcaire de Seneb et de sa famille fait partie de la collection du Musée égyptien du Caire. Il représente Seneb et sa femme assis côte à côte avec leurs enfants dans le registre inférieur. Seneb est représenté assis les jambes croisées sur un bloc de pierre, les bras croisés dans une position caractéristique d'un scribe. Sa femme Senetites est assise à ses côtés, portant une longue robe à manches longues et une perruque couvrant ses cheveux naturels, qui peuvent être aperçus sur son front. Elle l'entoure de ses bras dans un geste d'affection et de soutien. Elle est montrée avec un léger sourire sur son visage pour signifier son contentement et son bonheur.
Deux des enfants du couple, un garçon et une fille, se tiennent sous Seneb où se trouveraient les jambes d'une personne normale. Ils sont représentés nus avec leurs index placés dans la bouche et une mèche de cheveux tombant d'un côté de leur tête, indiquant qu'ils étaient en dessous de l'âge de la puberté, lorsque les enfants égyptiens ont eu une coupe de cheveux « adulte ». Seneb et son fils ont une couleur de peau plus foncée que sa femme et sa fille. Il s'agissait d'une convention artistique standard utilisée pour indiquer le sexe et le statut, reflétant le fait que les femmes de haut rang resteraient à l'intérieur et conserveraient une couleur de peau claire tandis que les hommes gagneraient une peau plus foncée sous le chaud soleil égyptien. Les noms de trois enfants sont enregistrés bien que le troisième enfant ne soit pas représenté sur la sculpture - probablement pour des raisons de symétrie. Ils ont été nommés d'après les maîtres royaux de Seneb ; son fils s'appelait Radjedef-Ânkh (« Que Radjedef vive »), sa fille aînée était Aouib-Khéops (« Heureux soit Khéops ») et sa fille cadette Smeret-Radjedef (« Compagne de Radjedef »). Ils sont représentés avec des proportions normales, ce qui suggère qu'ils n'ont pas hérité de la condition de leur père.
L'arrangement presque cubique de la sculpture garantit intelligemment que la composition globale conserve un équilibre harmonieux. Il est allégé par l'artiste se dispensant d'une dalle arrière et incorporant un espace négatif dans la pièce. En mettant les enfants à la place des jambes de Seneb, l'artiste ajoute au sens de la symétrie. Il donne la même impression que celle qu'aurait donnée un simple personnage assis, préservant une apparence de normalité sans déguiser le physique inhabituel de Seneb. Les noms et titres des familles sont inscrits sur des inscriptions placées de part et d'autre des enfants et sur la face horizontale de la base.
Le nanisme de Seneb est représenté de façon réaliste dans la sculpture. Il le représente avec une grosse tête mais de petits bras et jambes. Cela indique peut-être qu'il souffrait d'achondroplasie, une forme courante de nanisme qui affecte le plus gravement les parties du corps qui croissent le plus rapidement - en particulier le fémur et l'humérus, qui deviennent courts et accroupis - et retarde les avant-bras et le bas des jambes. Il affecte également la tête, produisant un crâne relativement grand avec un front bombé et souvent un pont nasal déprimé. Un autre diagnostic est la dysmélie - une condition qui produit des bras et des jambes courts. L'épouse de Seneb, Senetites, est présentée de façon beaucoup moins réaliste ; sa représentation est d'une pièce avec d'autres portraits contemporains de femmes égyptiennes de haut rang.

## Rôle et position
Le nom de Seneb signifie « sain » - peut-être donné par sa mère comme un souhait de survie quand il était bébé. De nombreux Égyptiens portaient des noms similaires, non pas pour dénoter une absence de maladie mais pour transmettre un message positif de salubrité et de vigueur.
Le nanisme n'était pas considéré comme un défaut dans l'Égypte ancienne, contrairement à de nombreuses autres cultures. Les textes égyptiens recommandaient l'acceptation de ceux qui avaient un handicap physique ou mental, et il y avait même deux dieux nains, Bès et Ptah, sous sa forme Ptah-Patèque. Un certain nombre de nains ont acquis des rôles prestigieux et ont reçu des sépultures somptueuses à proximité de leurs maîtres royaux. La carrière de Seneb est documentée sur sa fausse porte et les plinthes de ses statues, qui enregistrent vingt titres y compris « bien-aimé du seigneur [roi] », « surveillant du tissage dans le palais », « surveillant des nains » (indiquant probablement qu'il y en avait d'autres dans le palais), « surveillant de l'équipage du navire ks » (se référant à un bateau de cérémonie ou de culte), « surveillant du jwḥw » (se référant peut-être à des animaux) et « gardien du sceau de Dieu du bateau Wn-ḥr-b3w » (se référant à une écorce de papyrus utilisée dans certains festivals). Ses titres suggèrent qu'il aurait peut-être commencé sa carrière en tant que fonctionnaire responsable du linge royal et peut-être aussi des animaux de compagnie, un rôle dans lequel d'autres nains sont connus pour avoir servi, et par la suite obtenu des postes de rang supérieur en charge de bateaux royaux ou cultes. Alternativement, il aurait pu être né dans une famille de haut rang et se voir attribuer des rôles appropriés à son rang de naissance. Seneb a également effectué des rites religieux dans son double rôle de prêtre. Il était intitulé « Prêtre de Ouadjet », prêtre du « grand taureau qui est à la tête de Sṯpt » et du taureau Mrḥw. Il a participé aux funérailles des pharaons Khéops, le constructeur de la Grande Pyramide, et de son successeur Djédefrê (Radjedef). Sa femme Senetites, une femme de stature normale, était également prêtresse, au service des déesses Hathor et Neith.

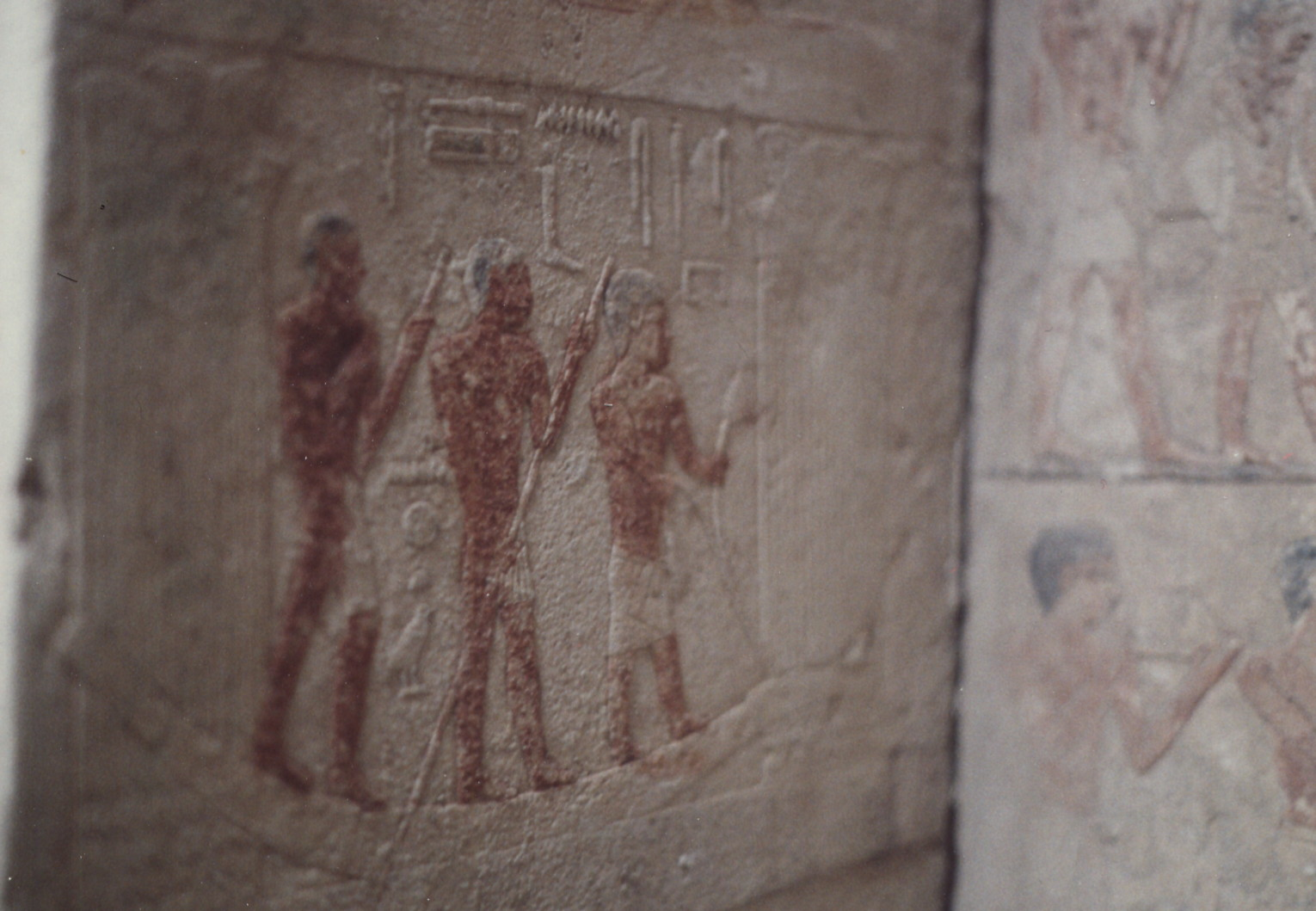
Seneb dans un bateau ; scène de la fausse porte de Seneb.

Les reliefs de la tombe de Seneb et la fausse porte de sa tombe indiquent sa richesse et son pouvoir. Seneb est décrit comme le propriétaire de plusieurs milliers de bovins et est représenté dans diverses scènes de la vie domestique - transporté dans une litière, naviguant dans un bateau dans le delta du Nil ou recevant ses enfants. La fausse porte montre Seneb exerçant les activités standard d'un courtisan de haut rang comme inspecter son linge et son bétail, recevoir des comptes et superviser ses serviteurs. On le montre vêtu de kilts et une robe sacerdotale en peau de panthère, portant des symboles de son bureau comme un sceptre et un bâton. Un relief le montre accompagné de deux chiens de compagnie, chacun légendé avec un nom. Il est représenté en utilisant ce qui était évidemment des meubles sur mesure, tels que des tabourets bas et une litière spécialement adaptée avec un dossier bas et de grands panneaux latéraux pour cacher ses jambes.
Comme pour la sculpture, la taille de Seneb obligeait le créateur des reliefs à faire des choix artistiques insolites. La convention standard de représenter un statut supérieur par la taille physique a été maintenue en décrivant Seneb comme étant plus grand que ses serviteurs, bien que ce soit clairement le contraire de la situation qui existait réellement. D'un autre côté, il est toujours représenté avec les caractéristiques physiques d'un nain. Exceptionnellement pour un tel relief, sa femme n'est pas représentée à côté de lui mais apparaît séparément. Cela a peut-être été fait pour éviter les complications qui auraient pu découler de la nécessité de décrire les tailles relatives du couple de manière réaliste tout en présentant Seneb comme le plus grand parti, comme l'aurait dicté la convention. Seneb n'est pas non plus représenté en train de mener des activités masculines typiques telles que la chasse, ce qui était probablement impraticable pour quelqu'un de sa stature, bien qu'un relief le montre en train de tirer sur des roseaux de papyrus pour guider son bateau à travers les marais du delta du Nil.